# Містичний фільм
Містичний фільм, або Фільм про надприродне — жанр фільму, який охоплює містичні й надприродні теми, пов'язані з богами, богинями, привидами, примарами, духами, чудесами та іншими надзвичайними явищами.
В деяких джерелах його називають піджанром жахів, надприродної фантастики та фентезі. До недавнього часу фільми про надприродне зазвичай були представлені в комічній, химерній або романтичній манері й не мали на меті злякати своїх глядачів.
На відміну від традиційних фільмів жахів, які часто спираються на фізичних загрозах і кривавих сценах, містичні фільми досліджують моторошне і незрозуміле, спираючись на первісних страхах людства перед невідомим і невидимим. Привабливість цього жанру полягає не лише в його здатності лякати, але й у дослідженні таких тем, як смерть, потойбічне життя та потаємні глибини людської психіки.

## Історія
Джерела містичних фільмів сягають перших днів кінематографа, розвиваючись із готичної літератури та фольклору, які прагнули дослідити людський досвід із потойбічним і моторошним. Фільми початку XX століття, такі як «Носферату» (1922) та «Дракула» (1931), заклали основи, використовуючи суворі візуальні ефекти епохи німого кіно та появу звуку для створення атмосферних історій про вампіризм та привидів. У другій половині XX століття розвиток технологій спецефектів дозволив кінорежисерам створювати дедалі переконливіші та моторошніші сцени контактів з надприродним.
Ця еволюція відображала зміни страхів у суспільстві та технологічний прогрес, переходячи від примарних образів раннього кіно до більш витончених і психологічно складних форм, які можна побачити у фільмах на кшталт «Шосте відчуття» (1999).

## Характерні риси
Жанр містичних фільмів вирізняється тематичним і стильовим фокусом на елементах, що виходять за межі наукового розуміння чи законів природи. 
Поширеними мотивами є привиди, одержимість демонами, відьомство та окультизм, а сюжети часто зосереджені на боротьбі добра і зла, дослідженні гріха і спокути, або пошуках знань про потойбічне життя. 
Ці фільми часто використовують повільне зростання напруженості, відмовляючись від несподіваних сцен, характерних для слешерів, натомість створюючи відчуття моторошності, яке залишається ще довго після завершення стрічки.

## Прийоми та технології
Містичні фільми здебільшого завдячують своїй видовищності прогресу в галузі кінематографічних технологій. Практичні ефекти, такі як аніматроніка та складний грим, традиційно використовувалися для створення реалістичних картинок у фільмах. Однак поява комп'ютерної графіки (CGI) розширила сферу можливостей, дозволивши створювати потойбічні явища, які не обмежені законами фізики.
Звуковий дизайн відіграє ключову роль у створенні атмосфери містичних фільмів. Дисонуючі мелодії, моторошний музичний супровід і продумане використання тиші можуть посилити напругу і передчуття невидимої небезпеки.
Аналогічно, операторська робота й освітлення допомагають створити атмосферу, використовуючи тіні й темряву, щоб натякнути на присутність надприродного.

## Піджанри

### Містична комедія
Містична комедія поєднує в собі елементи містики з комедійною складовою. На відміну від інших піджанрів, надприродні явища (наприклад, привиди), радше, смішні, ніж страшні. Цей піджанр може бути цікавим як дорослим, так і дітям, залежно від почуття гумору. 
Прикладами таких фільмів є «Мисливці на привидів», «Каспер», «Фокус-покус».

### Містичний фільм жахів
Цей піджанр містить у собі привидів, демонів або інші образи надприродних явищ. Поширеними темами є потойбічне життя, диявол і одержимість демонами. Часто містичні фільми жахів поєднують у сюжеті релігійні мотиви. На відміну від релігійних трилерів, вони не обмежуються конкретними релігійними елементами й можуть містити значно більше жорстокості та насильства. 
Прикладами таких фільмів є «Екзорцист», «Дзвінок», «Омен».

### Містично-релігійний фільм
Містично-релігійні фільми базуються на поєднанні чітких релігійних понять і надприродного, пов'язаного з Богом. Ці фільми подібні до релігійних трилерів. Екзорцизм, одержимість демонами та церковні таїнства — типові теми релігійних та надприродних трилерів. Цей піджанр часто ставить під сумнів достовірність сучасних церковних традицій і вірувань.
Прикладами таких фільмів є «Адвокат диявола», «Дев'ята брама», «Код да Вінчі».

### Містичний трилер
Фільми жанру «Містичний трилер» присвячені надприродним явищам, які вважаються незрозумілими й загадковими. На відміну від інших піджанрів, містичні трилери працюють на відчутті «сидіти як на голках». Глядачі перебувають у майже постійному стані напруги. Сюжет зазвичай розгортається навколо таємничої події або людини та прагнення дізнатися правду.
Прикладами таких фільмів є «Шосте відчуття», «Радіохвиля», «Мертва зона».

## Представники жанру в українському кінематографі
- «Вечір на Івана Купала» (1968)
- «Відьма» (1990)
- «Тіні незабутих предків» (2013)
- «Чунгул» (2016)
- «Брама» (2017)
- «Чорний козак» (2018)
- «Егрегор» (2021)
- «Морена» (2024)
- «Конотопська відьма» (2024)